# جيف هاردي (لاعب دوري الرغبي)
جيف هاردي (بالإنجليزية: Jeff Hardy)‏ هو لاعب دوري الرغبي أسترالي، ولد في 20 مايو 1966 في نيوساوث ويلز في أستراليا.